# Пралормо (Торино)
Пралормо (итал. Pralormo) је насеље у Италији у округу Торино, региону Пијемонт.
Према процени из 2011. у насељу је живело 897 становника. Насеље се налази на надморској висини од 308 м.

## Становништво
Према резултатима пописа становништва 2011. у општини је живело 1.945 становника.
| 1931. | 1936. | 1951. | 1961. | 1971. | 1981. | 1991. | 2001. | 2011. |
| ----- | ----- | ----- | ----- | ----- | ----- | ----- | ----- | ----- |
| 1.548 | 1.392 | 1.303 | 1.067 | 1.189 | 1.372 | 1.616 | 1.801 | 1.945 |